# Dobrun

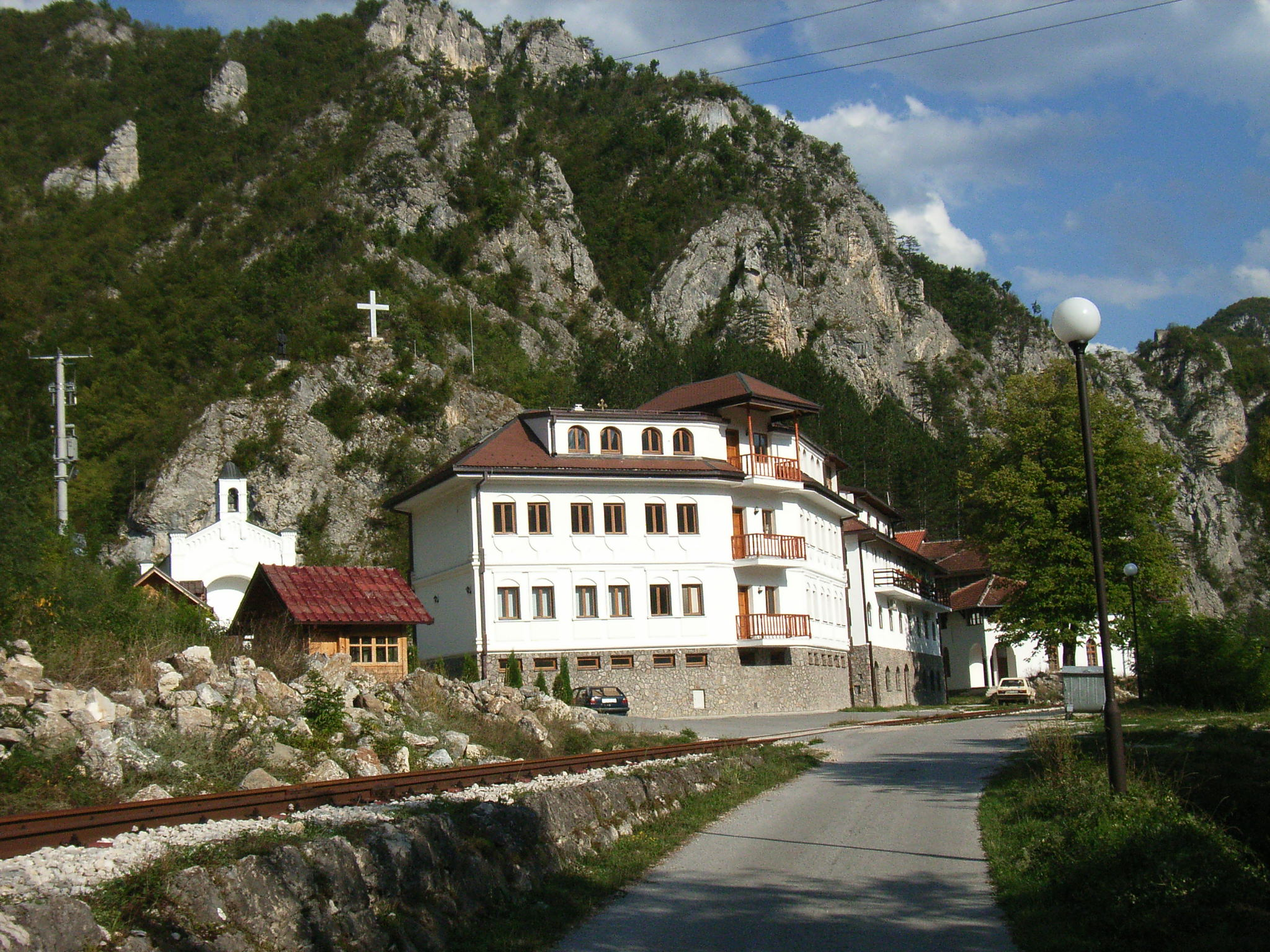
Das Kloster Dobrun und die Schmalspurstrecke nach Mokra Gora

Dobrun (serbisch-kyrillisch Добрун) ist ein Ort im Osten von Bosnien und Herzegowina, etwa 5 km von der serbischen Grenze entfernt. Es gehört zur Gemeinde Višegrad in der Republika Srpska, einer von zwei Entitäten des Landes.

## Geografie
Dobrun befindet sich etwa 12 km östlich von Višegrad im Tal des Rzav, der hier zwischen 1200 m hohen Bergen in Richtung Drina fließt. 

## Geschichte
Dobrun liegt an der alten Handelsstraße von Sarajevo nach Istanbul, die besonders nach dem Bau der Brücke über die Drina in Višegrad die wichtigste Verbindung zwischen Bosnien und der Hauptstadt des Osmanischen Reiches darstellte. Die Rzav-Schlucht östlich von Dobrun stellte ein Nadelöhr dar und war deswegen umfangreich mit Wehranlagen gesichert.
Das Kloster Dobrun spielte vom Mittelalter an bis ins 19. Jahrhundert hinein durch seine Grenzlage zwischen den Territorien der Bogumilen (bzw. später dem osmanisch dominierten Bosnien) und der serbisch-orthodoxen Kirche eine wichtige strategische Rolle. 
Im Sommer 1906 wurde Dobrun an das Bosnische Schmalspurbahnnetz angeschlossen.
Im Bosnienkrieg wurde die gesamte muslimische Bevölkerung des Ortes – fast die Hälfte aller Einwohner – vertrieben; noch heute sind viele Häuser nicht wiederaufgebaut. In dieser Zeit waren in Dobrun auch Polizeikräfte aus Serbien stationiert.
Im August 2004 war Dobrun der Schauplatz eines Treffens zwischen den Premierministern Serbiens und der Republika Srpska Vojislav Koštunica und Dragan Mikerević. Anlässlich des 200. Jahrestages des Ersten Serbischen Aufstandes enthüllten sie vor 15.000 Menschen ein Denkmal in der Nähe des Klosters. Ebenfalls anwesend waren Patriarch Pavle und der Präsident der RS, Dragan Čavić, der die Gelegenheit nutzte, auf die Unantastbarkeit der Entitäten hinzuweisen.

## Bevölkerung
Zur Volkszählung 1991 hatte Dobrun 1419 Einwohner. Davon bezeichneten sich 736 als Serben (51,87 %) und 664 als Bosniaken (46,79 %).

## Sehenswürdigkeiten
Etwas östlich des Ortes – nördlich des Rzav – befindet sich das serbisch-orthodoxe Kloster Dobrun. Es wurde in den letzten Jahren renoviert und zählt zur Eparchie Sarajevo. Kunsthistorisch bedeutend sind hier die Überreste der Wandmalereien in der Kapelle sowie die umfangreiche Ikonensammlung der orthodoxen Kirche in Sarajevo, die nach dem Bosnienkrieg nach Dobrun überführt wurde. Hoch auf den umgebenden Felswänden befinden sich die Ruinen der alten Wehranlagen, die hier den westlichen Ausgang der Rzav-Schlucht kontrollierten.

## Verkehr
Dobrun liegt an der Magistralstraße 5 (Sarajevo – Užice); außerdem zweigt eine Regionalstraße in Richtung Priboj (über den Grenzübergang am Uvac) nach Süden ab. Der Ort hat einen Bahnhof an der Schmalspurstrecke der Bosnischen Ostbahn, die 2006 rekonstruiert wurde.